# بوفيل ارنيكا
بوفيل إرنيكا هي كومونا بلدة تقع في مقاطعة فروزينوني، لاتسيو، إيطاليا. وتقع على قمة تل شديد الانحدار يقود وديان Liri و Cosa و Sacco .

## التاريخ
ويعود تاريخ المدينة إلى عصور ما قبل الرومان، وهو ما يشهد عليه العديد من الاكتشافات الأثرية والجدران البيلاسجية التي تعود إلى عصور ما قبل التاريخ. اسمها الأصلي، «باوكو»، ويشير إلى العبادة الزراعية القديمة للإله بوف، رمز الخصوبة. ويقع في المنطقة الأثرية في مونتي فيكو، حيث كان يوجد معبد مخصص لهذا الإله، وظهرت تماثيل نذرية تحتوي على ثيران.
كانت بوفيل إرنيكا تقع في السابق في السهول الواقعة أسفل موقعها الحالي، ولكن بعد الغزوات المسلمة والمجرية (القرنان التاسع والعاشر)، انتقل سكانها إلى المستويات الأعلى من مونتي فيكو، حيث تحول المركز القديم إلى واحد من أكثر المراكز تحصينًا في المنطقة.

## المعالم السياحية الرئيسية
بالإضافة إلى جدران Pelasgic ، تشمل المعالم السياحية القلعة وجدرانها التي تعود إلى العصور الوسطى والتي تحتوي على ما يصل إلى 18 برجًا وأبراجًا (بالتناوب كأشكال دائرية ومربعة)، وكلها تقف سليمة تمامًا.
وتعد بوفيل أيضًا موطنًا للعديد من قصور وكنائس عصر النهضة. ومن بينها كنيسة سان بيترو إسبانو ، التي أقيمت في القرن الثاني عشر فوق المغارة التي عاش فيها القديس الراعي لسنوات عديدة. ولا تزال الكنيسة تحتفظ بالتابوت الحجري للمسيحي المبكر، واثنين من الذخائر، ينتميان إلى Pietro Ispano و S.

## الشخصيات
فينتشنزو باجليا (مواليد 1945)، قسيس روماني كاثوليكي

## روابط خارجية
- مقبرة بوفيل إرنيكا